# Alpine Ski-Junioreneuropameisterschaften 1973
Die 2. Alpinen Ski-Junioreneuropameisterschaften fanden vom 26. bis 28. Januar 1973 in Ruhpolding in Deutschland statt.

## Herren

### Abfahrt
Abgesagt.

### Riesenslalom
| Platz | Land | Sportler       |
| ----- | ---- | -------------- |
| 1     | AUT  | Uli Spieß      |
| 2     | AUT  | Alban Plörer   |
| 3     | ITA  | Tiziano Bieler |

### Slalom
| Platz | Land | Sportler        | Zeit        |
| ----- | ---- | --------------- | ----------- |
| 1     | AUT  | Uli Spieß       | 1:27,50 min |
| 2     | AUT  | Klaus Heidegger | 1:27,52 min |
| 3     | ITA  | Tiziano Bieler  | 1:27,61 min |

## Damen

### Abfahrt
Abgesagt.

### Riesenslalom
| Platz | Land | Sportlerin       |
| ----- | ---- | ---------------- |
| 1     | ITA  | Claudia Giordani |
| 2     | AUT  | Brigitte Hauser  |
| 3     | GBR  | Valentina Iliffe |

### Slalom
| Platz | Land | Sportlerin          | Zeit        |
| ----- | ---- | ------------------- | ----------- |
| 1     | NOR  | Gro Woxholth        | 1:12,43 min |
| 2     | FRG  | Christa Zechmeister | 1:12,64 min |
| 3     | ITA  | Claudia Giordani    | 1:12,65 min |

## Medaillenspiegel
| Platz | Land                   | Gold | Silber | Bronze | Gesamt |
| ----- | ---------------------- | ---- | ------ | ------ | ------ |
| 1     | Österreich             | 2    | 3      | –      | 5      |
| 2     | Italien                | 1    | –      | 3      | 4      |
| 3     | Norwegen               | 1    | –      | –      | 1      |
| 4     | BR Deutschland         | –    | 1      | –      | 1      |
| 5     | Vereinigtes Königreich | –    | –      | 1      | 1      |